# Foto Andoni
Foto Andoni (Tirana, 30 aprile 1946) è un ex calciatore albanese, di ruolo attaccante.

## Carriera

### Nazionale
Ha collezionato 2 presenze con la Nazionale albanese.